# Hans Rausing
Hans Kristian Rausing (né le 25 mars 1926 à Göteborg et mort le 30 août 2019 à Wadhurst dans le Sussex de l'Est) est un homme d'affaires suédois. 
Il fait fortune en héritant de l'entreprise Tetra Pak, fondée par son père Ruben Rausing,. Il dirige cette dernière de 1954 à 1985. En 2011, Hans Rausing est classé au 83e rang des personnalités les plus riches de la planète d'après le magazine Forbes, avec une fortune estimée à environ dix milliards de dollars américains ($US).

## Biographie

### Jeunesse
Hans Rausing est le deuxième enfant de Ruben Rausing et Elisabeth Varenius, situé entre ses frères Gad (en) et Sven Rausing.

### Carrière
Hans Rausing étudie l'économie, les statistiques et le russe à l'université de Lund, dont il sort diplômé en 1948.
En 1954, à l'âge de 28 ans, Hans Rausing est nommé président directeur général (en anglais chief executive officer ou CEO) de Tetra Pak, alors que son frère Gad Rausing devient vice-président.
Une bonne partie du succès de la compagnie Tetra Pak lors des années 1970 et 1980 est attribué à la gestion des frères Rausing. Ceux-ci ont transformé une compagnie familiale employant six personnes en une multinationale. Au cours de sa carrière, Hans Rausing établit des relations d'affaires avec les Russes, ce qui l'amène à faire plusieurs investissements en Russie et en Ukraine.
Hans Rausing habite le Royaume-Uni depuis 1982. En 1985, il prend sa retraite.
En 1993, il quitte Tetra Pak et vend ses parts (50 % de la compagnie) à Gad Rausing en 1995.
À partir de 1995, il est actionnaire dans EcoLean.

### Famille et vie privée
Hans Rausing se marie avec Märit Rausing et le couple a trois enfants : Lisbet, Sigrid (en) et Hans Kristian Rausing (en).
Il habite à Wadhurst, sur une terre de 3,6 km2 où il collectionne les vieilles voitures et élève des cerfs. Il possède également un chalet en Suède.
Son fils, Hans Kristian Rausing a lutté toute sa vie contre un problème d'addiction à l'héroïne. Il fait connaissance d'Eva lors d'une cure de désintoxication et ils se marient en 1992. Le couple a quatre enfants mais lutte contre l'addiction aux drogues dures. En juillet 2012, Hans Kristian Rausing est arrêté après la découverte du corps d'Eva décomposé dans un placard de sa propriété sous un tas de linge et de plastique. L'autopsie révèle que son décès remonte à deux mois et a été causé par une overdose à la cocaïne. Il passe les deux années  suivantes de sa vie dans une clinique de désintoxication,. En juillet 2014, il se marie une troisième fois avec Julia Delves Broughton, experte chez Christie's et petite sœur d'Isabella Blow.

## Prix et distinctions
Hans Rausing reçoit un doctorat honoris causa en médecine et économie de l'université de Lund. Il est professeur invité à Mälardalens högskola et professeur émérite à l'université de Doubna, en Russie.

## Décoration
En 2006, il est fait chevalier commandeur de l'ordre de l'Empire britannique.